# Bekenstein-Grenze
Die Bekenstein-Grenze, aufgestellt und benannt von Jacob Bekenstein, setzt der Entropie S eines Systems endlicher Energie E in einem endlichen Volumen (Kugel vom Radius R), und somit dessen Informationsgehalt, eine obere Grenze
{\displaystyle S\leq {\frac {2\pi k_{\mathrm {B} }ER}{\hbar c}},}
wobei
- kB die Boltzmann-Konstante
- E die Energie des Systems einschließlich Ruheenergien eingeschlossener Teilchen
- R der Radius der Kugel
- {\displaystyle \hbar } die reduzierte Planck-Konstante
- c die Lichtgeschwindigkeit

ist.
Diese Relation wurde von Gerard ’t Hooft verallgemeinert, um die Entropie in einem sphärischen Raumbereich mit bestimmter Oberfläche A zu begrenzen:
{\displaystyle S\leq {\frac {k_{\mathrm {B} }Ac^{3}}{4G\hbar }}}
wobei G die Gravitationskonstante ist.
Die obere Grenze ist gerade die Entropie, die in einem Schwarzen Loch dieser Größe enthalten ist (Bekenstein-Hawking-Entropie). Da die Oberfläche A eines Schwarzen Loches proportional zum Quadrat seiner Masse ist, ist auch die Obergrenze der Informationsmenge, die in einer Kugel enthalten sein kann, proportional zum Quadrat der enthaltenen Masse.
Es ist unklar, ob diese Grenzen auch dann zutreffen, wenn man als Volumen dasjenige des gesamten Universums nimmt. Das Holografische Prinzip geht von der Annahme aus, dass das der Fall ist. Das Problem hängt allgemein damit zusammen, wie man die das Volumen begrenzende Fläche korrekt in der allgemeinen Relativitätstheorie definiert. Raphael Bousso formulierte 1999 in diesem Zusammenhang eine kovariante Version der Bekenstein-Grenze, kovariante Entropie-Grenze bzw. Holographische Grenze von Bousso genannt. Es war nicht nur auf Ereignishorizonte Schwarzer Löcher anwendbar, sondern auch auf schnell expandierende oder kollabierende Flächen, die nicht in Ereignishorizonte transformierbar sind.